# Matvej Georgijevics Korobov
Matvej Georgijevics Korobov (oroszul: Матвей Георгиевич Коробов  (Orotukan, 1983. január 7. –) orosz ökölvívó.

## Eredményei
- 2005-ben világbajnok középsúlyban.
- 2006-ban Európa-bajnok középsúlyban.
- 2007-ben világbajnok középsúlyban.
- orosz bajnok (2003, 2004, 2006, 2007)

## Profi karrierje
2008. november 1-jén debütált Las Vegasban.